# Döbrönte
Döbrönte (tyska: Dewrenten) är en ort (by) i provinsen Veszprém i västra Ungern. Orten har 259 invånare (2024), på en yta av 10,79 km². Den ligger cirka 13,5 kilometer norr om Ajka.